# 木曽福島会館
木曽福島会館（きそふくしまかいかん）は、長野県木曽郡木曽町福島本町にあった多目的ホール。1965年（昭和40年）に開館した。52年後の2017年（平成29年）6月末をもって閉館し、その後建物は解体された。建物の南側にはシダレザクラの古木が植えられており、毎年春には淡いピンク色の花を咲かせた。

## 特徴
成人式や結婚式などの大規模イベント、民謡・囲碁・英会話サークルなどの公民館活動に使用された。2005年に木曽福島町など1町3村が合併して木曽町が発足する際には、木曽福島町の閉町式も木曽福島会館で行われている。木曽町文化交流センターが開館するまでは木曽町教育委員会事務局が入っており、館内に公民館図書室が設置されていた。2013年時点の年間利用者数は約2万人だった。

## 歴史
1965年（昭和40年）、西筑摩郡福島町に木曽福島会館が開館した。1967年（昭和42年）には福島町と新開村と合併して木曽福島町が発足している。2005年（平成17年）には木曽福島町と日義村と開田村と三岳村が合併して木曽町が発足している。竣工から半世紀以上を経た木曽福島会館は老朽化が進行し、木曽町は1952年（昭和27年）竣工の木曽町役場木曽福島支所とともに建て替えを検討。木曽福島会館の後継施設となる多目的ホールや、木曽郡初の図書館が入る複合施設の建設を決定した。
2017年（平成29年）7月3日には木曽町文化交流センターが開館したため、その前の6月末で木曽福島会館は閉館となり、7月9日から7月23日には閉館記念イベントが開催された。2017年末以降に解体が行われた。12月4日には木曽広域消防本部が、解体中の建物を利用してドリルや削岩機による救助訓練を実施している。